# Amata sladeni
Amata sladeni là một loài bướm đêm thuộc phân họ Arctiinae, họ Erebidae.